# 十甲基二茂二锌
十甲基二茂二锌是一种有机锌(I)化合物，化学式为Zn2[η5-C5(CH3)5]2，或简写为Zn2Cp*2（Cp*为五甲基环戊二烯阴离子）。它可由十甲基二茂锌和二乙基锌反应制得：
ZnCp*2 + Zn(C2H5)2 → Zn2Cp*2 + Zn(Cp*)(C2H5)
它也可由十甲基二茂锌、氯化锌和氢化钾反应得到。
它和叔丁醇反应，可以得到叔丁醇锌、锌和五甲基环戊二烯。它和双(三叔丁基膦)合铂在苯中反应，可以得到Pt(ZnCp*)6。